# 이열리
이열리(李冽理, Ryol Li Lee, 1982년 5월 20일 ~ )는 일본에서 활동하는 재일한국인 3세 권투 선수이다. 전 세계복싱협회(WBA) 슈퍼밴텀급 챔피언.

## 생애
일본 오사카부 출신. 오사까조선고급학교 졸업. 조선대학교 체육학부 졸업. 2005년 9월 20일 프로 데뷔. 2010년 8월 30일 WBA 챔피언. 2012년 12월 현재 통산 전적 23전19승(10KO)3패1무.